# 亀井文徳
亀井 文徳（かめい ふみのり、1980年6月6日 - ）は、岡山県出身の音楽プロデューサー、イベントプロデューサー、ウェディングクリエイター、作曲家。

## 来歴
岡山県倉敷市生まれ。
2005年に組んでいたバンドがスノーボード界の先駆者的存在ライオ田原のテーマソングを担当する事が決まり東芝EMIからミクスチャーバンドのボーカルとしてメジャーデビューし、
同バンド主催で(出演アーティスト : AI、DefTech、Aqua Timez等) 音楽イベントを（2007~2009年）主催。
D-51やLITTLEとコラボレーションした楽曲をリリースした。
2009年10月に同バンドを脱退しプロデュース業に転向。
2012年~SORGENTIのプロデューサーとして活動。
2015年 サンリオピューロランドにてEXTENSION JAPAN(イケメン×サンリオ)を開催。
2016年~メンズグループBANQUETのプロデューサーとして作詞作曲をおこなっている。
2017年、2018年にはJAPAN VIETNUM FESTIVALにてEXTENSION ASIAステージを展開し日本のモデルとベトナムのモデルの相互の民族衣装にて行うファッションショーと日本のメンズアーティストのライブステージをプロデュース。
同イベントの派生イベントとしてAIS(ASIA ICE-SKATING SCHOOL)を特別講師に村主章枝、小塚崇彦を招き、総合プロデューサーを務めた。
2019年~ 株式会社ゼストの新人アーティストのプロデューサー/作曲作詞家として業務提携している。

## 制作楽曲
- 飛び蹴 - この世界で feat LITTELE (作詞作曲)
- D-51  - 飛行少年紀~僕の背中、ツバサに変わる~（共作詞曲）
- SORGENTI - 宴(作曲)
- BANQUET
手紙（作詞作曲）
Shall we dance （作詞作曲）
True love（作詞作曲）
Don’t look back（作詞作曲）
たからもの（作詞作曲）
Dear..（作詞作曲）
誓いのキス（作詞作曲）
ALIVE（作詞作曲）
煩悩サマ~（作詞作曲）
- 空のシタFAMILIA
歩み（作詞作曲）
SUNRISE（作詞作曲）
Better days（作詞作曲）
- ONE HUNDRED LIMINAL
OHL(作詞作曲)
Instinct(作詞作曲)

2016AW / 上 ファッションで文化交流